# Рыбино (Нижегородская область)
Ры́бино — деревня в Павловском районе Нижегородской области России. Входит в состав Коровинского сельсовета.

## География
Деревня расположена в лесной местности на северо-востоке Мещёрской низменности на крутом склоне у реки Кишма, при автодороге 22К-3110.

## История
В 2008 году в деревню проведен газ. В 2012 году жителями деревни был восстановлен и проложен новый водопровод протяженностью 2300 метров.

## Население
| 2002 | 2010 |
| ---- | ---- |
| 140  | ↘134 |

## Инфраструктура
Личное подсобное хозяйство с зоной сельскохозяйственного использования, индивидуальная застройка усадебного типа. Количество домов около 120.
В советское время в деревне функционировал цех Давыдковского завода «Заря» по производству перочинных ножей. В настоящее время цех не работает, заводские помещения превратились в развалины.
В деревне также располагался колхоз.
На данный момент большинство жителей деревни — пенсионеры. Рабочие, преимущественно, ездят на работу на служебном автобусе на Ворсменскую птицефабрику.

## Достопримечательности
- В деревне находится полуразрушенная церковь Покрова Святой Богородицы, которая в советское время использовалась как складское помещение, в 2013 году началось восстановление. На октябрь 2013 года восстановлена крыша и окна. Весной 18 марта 2017 года клирик Сосновского благочиния иерей Владимир Александров отслужил первую литургию.

## Транспорт
Асфальтированная дорога подходит к началу деревни у реки, улицы в самой деревне грунтовые со следами щебня. * Через Кишму был построен автомобильный мост и проведена дорога из бетонных плит до соседней деревни Муханово. Дорога построена на средства Пугина Николая Андреевича, который родился в Муханово.
Автобусное сообщение с райцентром. Остановка общественного транспорта «Рыбино».